# 四国Eighty 8 Queen
四国Eighty 8 Queen（しこくエイティエイツクイーン）は、NPO法人J-HOTバレーボール連盟が運営していた、女子バレーボールの社会人クラブチーム。愛称は「エイティエイツ」。後にV・チャレンジリーグに所属した仙台ベルフィーユの前身となったチームである。

## 概要
2005年、元全日本監督の米田一典が中心となりチーム結成。前身チームをもたない全く新しいチームであった。ホームタウンは香川県高松市。チーム名の「Eighty 8 Queen」のEighty 8（八十八）には四国八十八ヶ所、8には∞（無限の可能性）、四国の高速道路網のカタチをオーバーラップさせており、Queenにはバレーボール界の女王に…という願いが込められている。
親会社を持たないクラブチームであるため、選手は香川県内の複数の協賛企業で社員として働きながら、チームの活動に参加していた。地域密着型クラブとして、バレーボール教室やボランティアなどの社会活動も行っていた。
2010/11シーズン終了後に仙台市に移転し、仙台ベルフィーユと名を変えて活動していた。

## 歴史

### チーム発足まで
2003年9月、元全日本監督の米田一典が中心となり、「J-HOTバレーボール連盟」を設立。発起人には元全日本の三屋裕子や中田久美なども名を連ねている。連盟は会員や児童・生徒などへの技術指導等を通じてのバレーボール普及を行いつつ、将来、特定の母体企業に頼らない地域密着型クラブチーム設立とプレミアリーグ参戦を目指す。チームが発足した暁には地域の企業、連盟の会員等が強力なバックアップサポーターとなる仕組みである。その後2004年9月17日にVリーグチーム開設準備室を設置し、新クラブチーム発足へ向けて本格的に始動。10月30日にチーム名の「四国Eighty 8 Queen」とマスコットキャラクターの「ティサ（TISA）ちゃん」を発表。11月23日に四電体育館で初のトライアウトを実施し、2005年4月に元Vリーガーを含むトライアウト合格者等でチームを結成した。監督は米田が務める。

### 地域リーグ
2005年7月、チーム結成後初の公式戦・全日本実業団選手権に挑み、ベスト8に進出してシード2位のトヨタに善戦した。この大会でのエイティエイツの戦いぶりが評価され、8月30日に開催された地域リーグ実行委員会でエイティエイツの地域リーグ昇格が正式に決定した。
2006年、実業団地域リーグに初参戦。一次リーグでは4勝1敗の首位でプレーオフ進出を決めるも、チャレンジリーグ入れ替え戦につながるプレーオフでは1勝2敗の4位に終わり、最速でのチャレンジリーグ昇格はならなかった。2007年、参戦2年目の実業団地域リーグでは一次リーグは2年連続で1位通過。昨シーズンはつまづいたプレーオフも3戦全勝で1位となり、地域リーグ初優勝を果たした。チャレンジリーグ入れ替え戦は栗山米菓（後のBefcoビービースターズ）と対戦し、2連勝でチャレンジリーグ昇格を決めた。四国からのチャレンジリーグ昇格は健祥会レッドハーツに次いで2チーム目。5月に高松中央商店街で昇格記念パレードを行った。

### チャレンジリーグ
チャレンジリーグに初参戦した2007/08シーズンは開幕からいきなり6連敗のスタートとなる。2008年2月9日、7戦目のKUROBEアクアフェアリーズ戦でチャレンジリーグ初勝利をあげたが、その後も苦戦し、8チーム中6位だった。
2008年10月より翌年5月まで選手育成を目的とした取り組みにより、プレミアリーグのデンソー・エアリービーズより2選手（井上奈々朱、高橋菜穂子）がレンタル移籍。2008/09シーズンは前年より大幅に勝ち星を増やし、10チーム中、5位に入った。
2009年11月12日、チーム初の外国人選手として、アメリカ大学選手権で活躍した中国籍の王亜辰の入団が決定。しかし、2009/10シーズンでは前年度シーズンから勝ち星を減らし、12チーム中10位に沈んだ。
チャレンジリーグ2010/11シーズン開幕前の2010年12月、当チームメンバーを主体に他チームの若手選手を加えた編成で、日本代表として東アジア地区バレーボール女子選手権大会に出場し、銅メダルを獲得した。2010/11シーズンでは、チャレンジリーグ昇格後初めての開幕3連勝を飾る好スタートをきった。しかしその後は伸び悩み徐々に順位を下げた。3月11日に東日本大震災が発生。この影響で残りのリーグ戦は打ち切りとなり、12チーム中7位でシーズンを終えた。

### 移転
2011年6月、不況の影響によりスポンサーが集まらず運営資金が不足し、選手の雇用先の確保のメドが立たなくなったため、活動を休止した。その後、チーム存続のため本拠地の移転を模索した結果、トップリーグのチームが無い仙台市の関係者が受け入れる意向を示し、選手の雇用先など企業の支援を受けられる見込みとなった。7月25日のVリーグ機構理事会において、本拠地の仙台市移転が正式決定、併せてチーム名を仙台ベルフィーユに変更することも決定した。

## 成績

### 主な成績
チャレンジリーグ（実業団リーグ／V1リーグ）
- 優勝なし
- 準優勝なし

黒鷲旗全日本選手権
- 優勝なし
- 準優勝なし

### 年度別成績
| 大会名              | 大会名          | 順位 | 参加チーム数 | 試合数 | 勝 | 敗 |
| ------------------- | --------------- | ---- | ------------ | ------ | -- | -- |
| V・チャレンジリーグ | 2007/08シーズン | 6位  | 8チーム      | 14     | 3  | 11 |
| V・チャレンジリーグ | 2008/09シーズン | 5位  | 10チーム     | 18     | 11 | 7  |
| V・チャレンジリーグ | 2009/10シーズン | 10位 | 12チーム     | 16     | 6  | 10 |
| V・チャレンジリーグ | 2010/11シーズン | 7位  | 12チーム     | 18     | 7  | 11 |

## 選手・スタッフ

### 選手
2011年6月の活動休止時のメンバーは下記の通り。
| 背番号 | 名前       | シャツネーム | 国籍 | P  | 備考 |
| ------ | ---------- | ------------ | ---- | -- | ---- |
| 1      | 高橋潤子   | TAKAHASHI    | 日本 | WS |      |
| 3      | 芳賀小梨絵 | HAGA         | 日本 | L  |      |
| 4      | 内原実栄子 | UCHIHARA     | 日本 | WS |      |
| 5      | 中島美菜子 | NAKAJIMA     | 日本 | S  |      |
| 10     | 上村麻衣   | UEMURA       | 日本 | MB |      |
| 12     | 乾鈴惠     | INUI         | 日本 | WS |      |
| 13     | 大須賀咲香 | OSUGA        | 日本 | WS |      |
| 14     | 王亜辰     | YA CHEN      | 中国 | MB |      |
| 15     | 木村沙織   | SAORI        | 日本 | WS |      |

### スタッフ
| 役職         | 名前     | 国籍 |
| ------------ | -------- | ---- |
| 部長         | 高橋久夫 | 日本 |
| 監督         | 米田一典 | 日本 |
| トレーナー   | 浪尾敬一 | 日本 |
| トレーナー   | 河野啓子 | 日本 |
| マネージャー | 内田聡和 | 日本 |

## 過去に在籍していた選手・スタッフ
| - 吉野信子 - 松崎聖子 - 西山瑛子 - 横内愛巳 - 高免沙耶香 - 大須賀陽香 - 笹崎莉愛 - 滝沙緒理 - 西村光代 - 大山知美 - 井田彩菜（2006-09） - 岡夏美（2007-09） | - 松田亜也（2007-09） - 井上奈々朱(2008-09) - 高橋菜穂子（2008-09） - 浦辺真希（2006-10） - 大槻めぐみ（2006-10） - 内藤絵莉香（2005-10） - 彦坂香奈（2006-10） - 笠松真梨奈（2006-10） - 平山麻里（2006-10） - 木村雅世（2008-10） - 仁里奈那美（2006-11） - 石田早織（2009-11） |

## ホームゲーム開催アリーナ
エイティエイツのホームゲームは、ケーブルメディア四国で放送されていた。
- 高松市総合体育館
- 高松市香川総合体育館